# Traité de Bastia
Le traité de Bastia est un accord signé en 1814 (à la fin des guerres napoléoniennes) entre les nationalistes corses et William Cavendish-Bentinck, commandant des forces armées britanniques en Italie. Il donne la souveraineté de la Corse à la couronne britannique, mais autorise un auto-gouvernement local.

## Contexte
Le traité a lieu après plusieurs rassemblements d'assemblées de nobles corses à Bastia, Saint-Florent et L'Île-Rousse ; il invite donc Cavendish-Bentinck à envoyer des troupes et de prendre le contrôle de l'île à la place des forces armées de l'Empire français. Rappelant le royaume anglo-corse de 1794 à 1796, Bentinck accepte de signer le traité.
Bentinck était également un défenseur de l'unification italienne et aurait considéré le traité de Bastia comme un premier pas vers le rattachement de la Corse à l'Italie.
Le secrétaire d'État des Affaires étrangères britannique, Robert Stewart, refusait tout retour d'un royaume anglo-corse. Il défendait la Restauration en France et ses anciens territoires. Comme les Britanniques et leurs alliés avaient décidé que Louis XVIII règnerait sur la Corse, Stewart envoie l'ordre de rejeter le traité.

## Reconnaissance
Le traité n'était pas universellement reconnu par le peuple et la communauté corses. La cour d'appel d'Ajaccio en a rejeté la légitimité.